# Matran
Matran är en ort och kommun i distriktet Sarine i kantonen Fribourg, Schweiz. Kommunen hade 1 774 invånare (2023).